# Phrynus guarionexi
Espèce
Phrynus guarionexi est une espèce d'amblypyges de la famille des Phrynidae.

## Distribution
Cette espèce est endémique de République dominicaine. Elle se rencontre dans la cordillère Centrale.

## Systématique et taxinomie
Cette espèce a été décrite par Seiter, Strobl, Schwaha, Prendini et Schramm en 2022.

## Étymologie
Cette espèce est nommée en l'honneur de Guarionex.

## Publication originale
- Seiter, Strobl, Schwaha, Prendini & Schramm, 2022 : « Morphometry of the pedipalp patella provides new characters for species-level taxonomy in whip spiders (Arachnida, Amblypygi): A test case with description of a new species of Phrynus. » Zoologischer Anzeiger, vol. 298, p. 10-28.